# Massacre de Kucheng

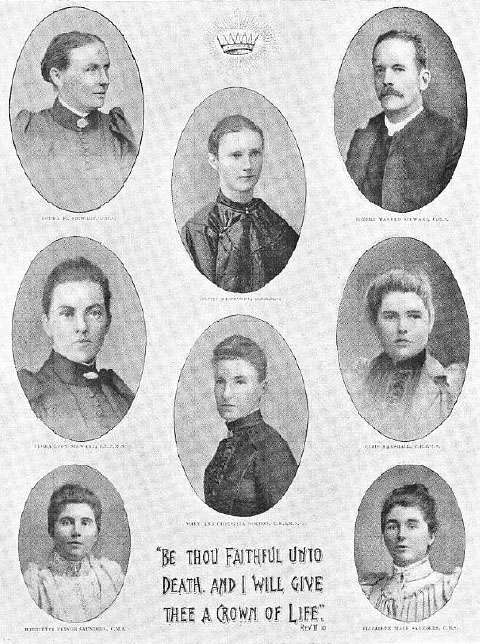
Algumas das principais vítimas do massacre.

Massacre de Kucheng (em chinês: 古田教案; pinyin: Gǔtián Jiào'àn; foochow romanizado: Kŭ-chèng Gáu-áng) foi um massacre de cristãos ocidentais ocorrido em Gutian, Fujian, na China, em 1 de agosto de 1895. Na madrugada daquele mesmo dia, rebeldes vegetarianos de Gutian (também conhecida como Kucheng no dialeto foochow) atacaram missionários britânicos que passavam suas férias em Gutian Huashan, matando onze pessoas e destruindo duas casas. O massacre é considerado um dos piores ataques a estrangeiros na China antes do movimento boxer, em 1899-1901, e que teve como único evento comparável na história do missionarismo na China o Massacre de Tianjin, em 1871..